# Eremochrysa rufifrons
Eremochrysa rufifrons är en insektsart som beskrevs av Banks 1950. Eremochrysa rufifrons ingår i släktet Eremochrysa och familjen guldögonsländor. Inga underarter finns listade i Catalogue of Life.